# Jumalisjärvi
Jumalisjärvi är en sjö i Finland. Den ligger i kommunen Suomussalmi i landskapet Kajanaland, i den centrala delen av landet, 500 km norr om huvudstaden Helsingfors. Jumalisjärvi ligger 206,5 meter över havet. Den är 17,5 meter djup. Arean är 5,23 kvadratkilometer och strandlinjen är 22,93 kilometer lång. Sjön  ingår i Uleälvens huvudavrinningsområde.   Den sträcker sig 4,4 kilometer i nord-sydlig riktning, och 5,5 kilometer i öst-västlig riktning.
I övrigt finns följande i Jumalisjärvi:
- Tiirisaari (en ö)

I övrigt finns följande vid Jumalisjärvi:
- Loukkojärvi (en sjö)